# Tourismus in Island

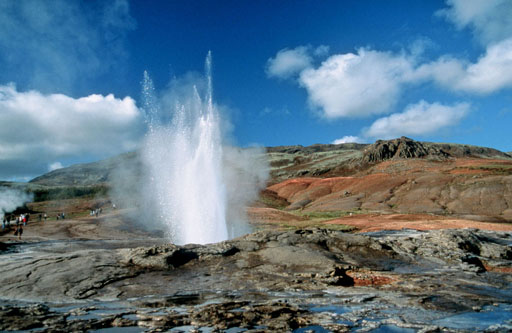
Großer Geysir von Haukadalur

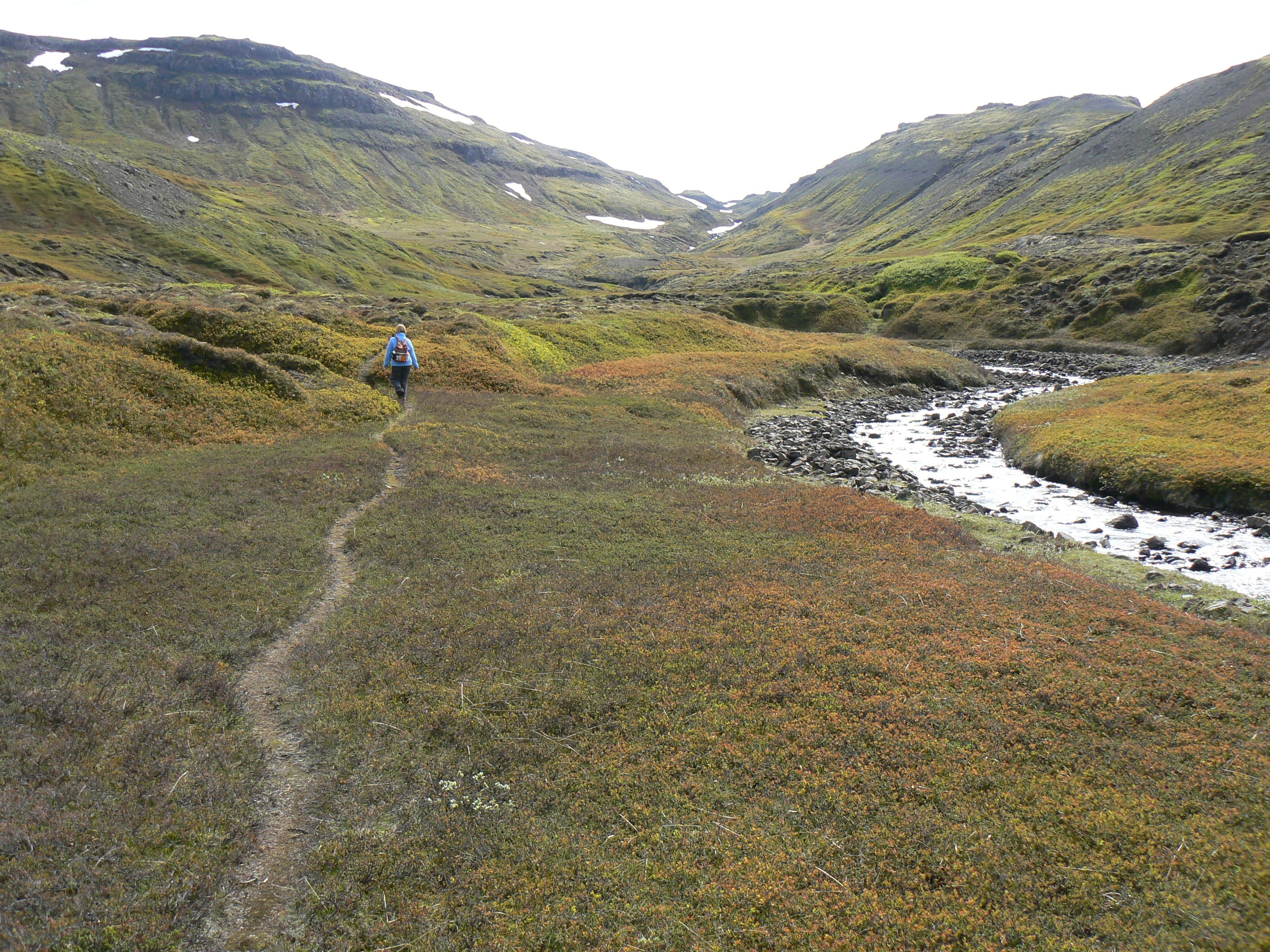
Wanderweg im Sommer

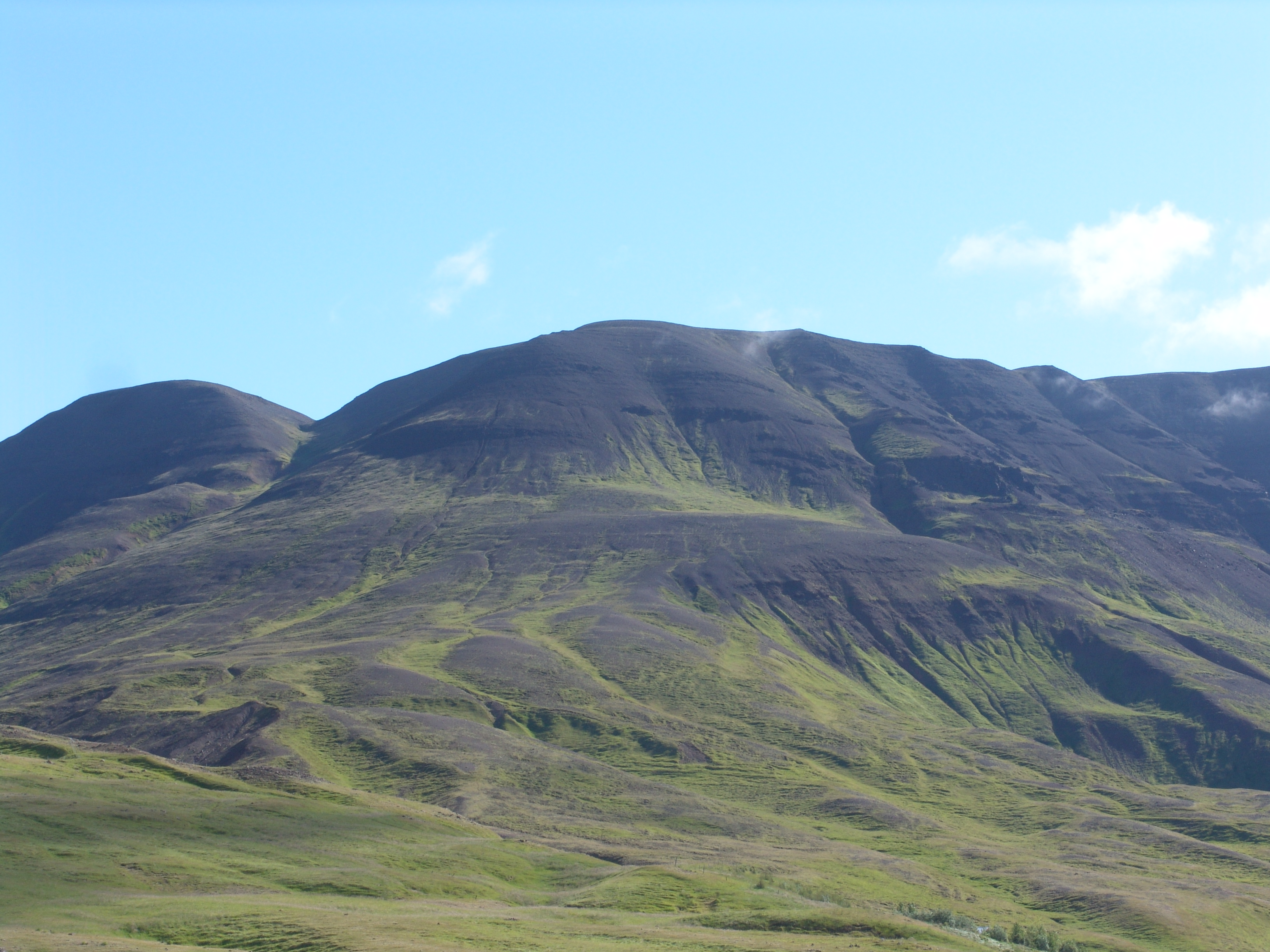
Vulkanische Gebirgslandschaft

Thermalfreibad Blaue Lagune

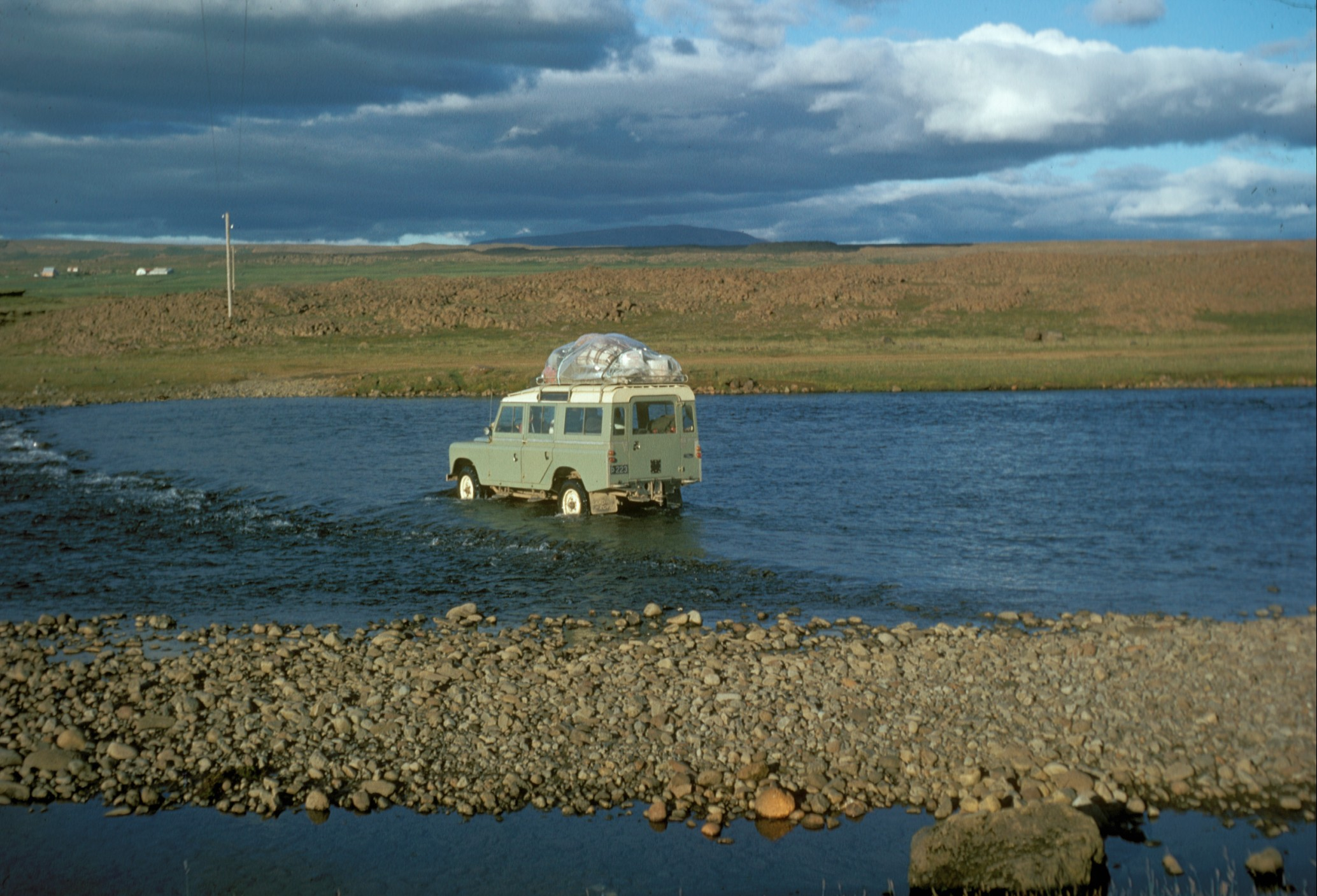
Flussdurchquerung im Geländewagen

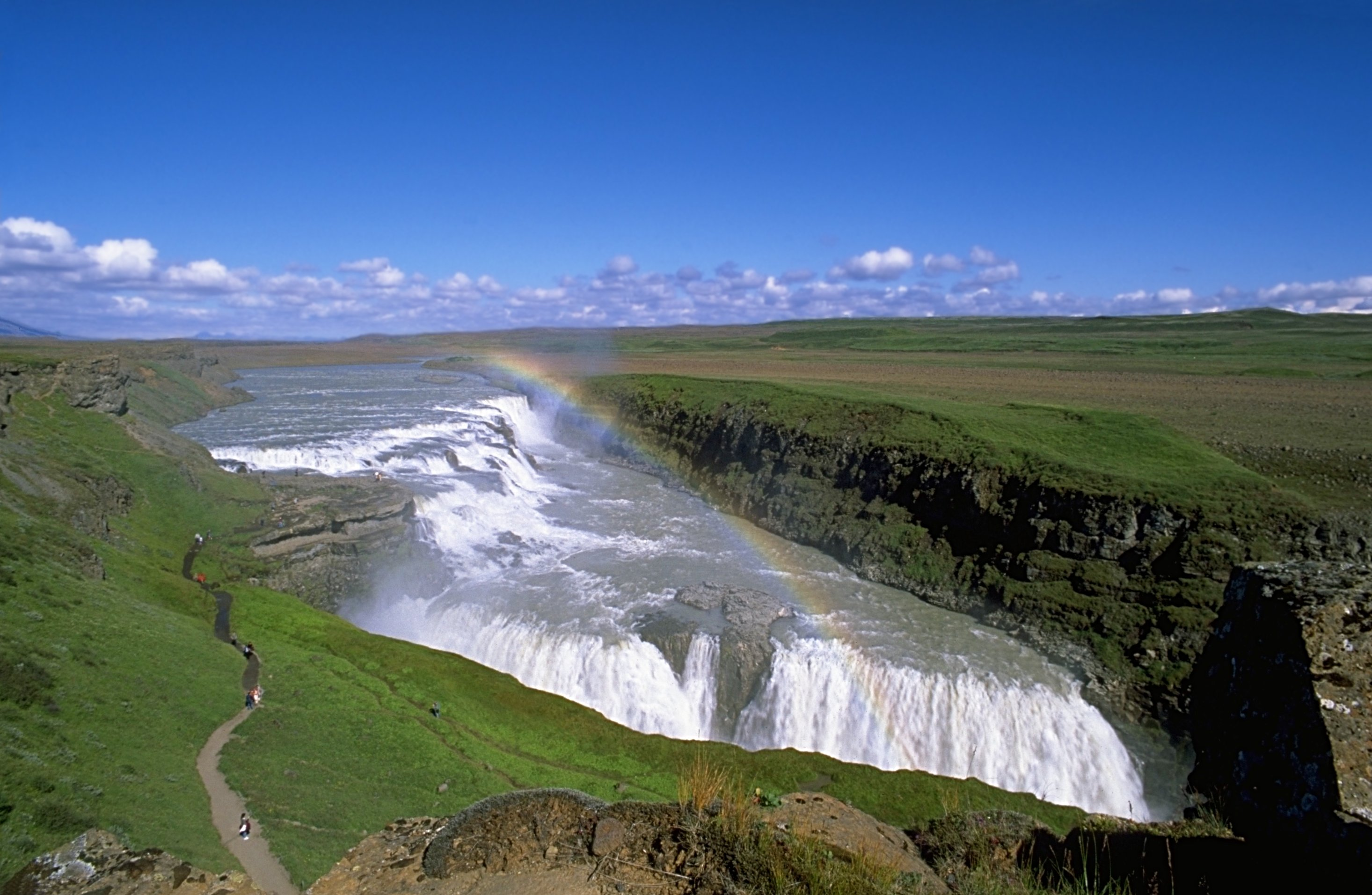
Wasserfall Gullfoss

Der Tourismus ist ein wichtiger isländischer Wirtschaftszweig. Der Anteil am Bruttoinlandsprodukt (BIP) lag 2019 bei 8 %. 
Der Anteil der Beschäftigten in der Tourismusindustrie betrug im Jahr 2019 mit etwa 30.000 Beschäftigten rund 13 %. Im Travel and Tourism Competitiveness Report 2017 des World Economic Forum belegt Island Platz 25 von 136 Ländern.

## Geschichte

Entwicklung der jährlichen Zahl der Touristen in Island.

Der Tourismus in Island nahm zwischen 1950, als etwa 4000 Besucher nach Island reisten, und 1995 mit etwa 190.000 Besuchern deutlich zu. In den 1990er Jahren stiegen die Zahlen der Touristen noch einmal stark an; im Jahr 2000 zählte man mit etwas knapp über 300.000 mehr Touristen als isländische Einwohner.
Parallel zu den steigenden Touristenzahlen stiegen die Übernachtungen ausländischer Touristen an. Allein zwischen 1997 und 2008 stiegen sie um 125 %.
| Jahr | Anteil der Tourismusindustrie am BIP | Beschäftigte im Tourismus | Anzahl der Übernachtungen (nur ausländische Touristen) |
| ---- | ------------------------------------ | ------------------------- | ------------------------------------------------------ |
| 1997 |                                      |                           | 461.595                                                |
| 1998 |                                      |                           | 513.504                                                |
| 1999 |                                      |                           | 553.501                                                |
| 2000 | 4,8 %                                | 7.385                     | 585.973                                                |
| 2001 | 5,0 %                                | 7.622                     | 624.003                                                |
| 2002 | 5,3 %                                | 7.337                     | 643.240                                                |
| 2003 | 4,6 %                                | 7.365                     | 716.416                                                |
| 2004 | 4,4 %                                | 7.552                     | 775.662                                                |
| 2005 | 4,2 %                                | 7.923                     | 817.500                                                |
| 2006 | 4,1 %                                | 8.211                     | 918.174                                                |
| 2007 |                                      |                           | 1.015.715                                              |
| 2008 |                                      |                           | 1.051.664                                              |
| 2009 |                                      |                           | 1.074.134                                              |
| 2010 |                                      |                           | 1.053.883                                              |
| 2011 |                                      |                           | 1.214.240                                              |
| 2012 |                                      |                           | 1.483.532                                              |

Knapp 75 % der ausländischen Besucher sind Reisende aus Europa, besonders aus Deutschland, dem Vereinigten Königreich, Frankreich und anderen Ländern Skandinaviens. Etwa 19 % der Touristen stammen aus Nordamerika. Deutschland spielt beim Tourismus in Island eine wichtige Rolle, so waren 2019 von den insgesamt 1,986 Mio. Besuchern über 132.000 Deutsche, womit Deutschland viertwichtigstes Herkunftsland war. In Bezug auf die Anzahl der Übernachtungen war Deutschland mit durchschnittlich 8,8 Nächten das wichtigste Herkunftsland.

## Touristische Ziele
Island ist sowohl durch den Vulkanismus als auch durch große Gletscher geprägt und liegt direkt auf der Grenze zweier Kontinentalplatten (Eurasische Platte und Nordamerikanische Platte).
Die Hauptreisezeit liegt in den Sommermonaten Juni bis August. Zu dieser Zeit sind auch die isländischen Schulferien und viele Internatsschulen werden dann zu Sommerhotels (Edda-Hotels). Nicht alle Jugendherbergen in Island haben das ganze Jahr über geöffnet.
Gängige Ziele für Kurzaufenthalte sind zum Baden die Bláa Lónið (Blaue Lagune) in der Nähe des internationalen Flugplatzes Keflavík sowie für Tagestouren der Golden Circle. Hinzu kommen Þingvellir, der historische Thingplatz der Isländer, das Haukadalur um den Geysir und der Wasserfall Gullfoss. Von der Hauptstadtregion weiter entfernte Reiseziele sind der Skaftafell-Nationalpark im Süden und das Mývatn-Gebiet im Norden. Von einigen Küstenorten (zum Beispiel Húsavík) aus werden Bootstouren zur Walbeobachtung angeboten.
Tauchern und Schnorchlern bietet sich die Silfra-Spalte nicht nur wegen der Lavafeldformationen und dem kristallklaren Wasser an. Die Silfra-Spalte liegt auf dem kontinentalen Graben (Mittelatlantischer Rücken) zwischen Amerika und Europa.
Ebenso beliebt sind Reiterferien und Reittouren mit dem Islandpferd. Diese reichen von kurzen Ausritten auf Reiterhöfen bis zu mehrtägigen geführten Touren auch über die Hochlandwege oder die Teilnahme am Schafsabtrieb.

## Verkehr
Die Insel kann man per Flugzeug oder Fähre erreichen. Die Autofähre Norröna verkehrt für Passagiere und Fahrzeuge zwischen Dänemark, den Färöern und Island.
Die Insel lässt sich in drei Tagen mit dem Linienbus umrunden. Diese Rundreise lässt sich jederzeit unterbrechen. Weitere Buslinien führen ins Landesinnere zu Campingplätzen oder touristischen Sehenswürdigkeiten und sind bei Wandertouristen sehr beliebt. Manche Linien versorgen zudem Campingplätze und Ranger in entlegenen Gebieten beispielsweise mit Lebensmitteln.
Auf der Ringstraße kann man mit jedem Kfz die Insel umrunden. Abstecher ins Hochland oder in andere entlegene Gebiete sind nur mit Kfz erlaubt, die einen Allradantrieb besitzen. Das Verlassen markierter Straßen ist nicht erlaubt und wird mit Geld- oder sogar Gefängnisstrafen geahndet.